# Oribatula beloniensis
Oribatula beloniensis är en kvalsterart som först beskrevs av Sanyal, Saha och Prosanta Chakrabarty 2004.  Oribatula beloniensis ingår i släktet Oribatula och familjen Oribatulidae. Inga underarter finns listade i Catalogue of Life.